# Tuti
Tuti es una localidad peruana ubicada en la región Arequipa, provincia de Caylloma, distrito de Tuti. Se encuentra a una altitud de 3837 m s. n. m. Tiene una población de 795 habitantes en 1993.
Las calles y plaza principal del pueblo de Tuti fueron declarados monumentos históricos del Perú el 23 de julio de 1980 mediante el R.M.N° 0980-80-ED.

## Clima
| Parámetros climáticos promedio de Tuti | Parámetros climáticos promedio de Tuti | Parámetros climáticos promedio de Tuti | Parámetros climáticos promedio de Tuti | Parámetros climáticos promedio de Tuti | Parámetros climáticos promedio de Tuti | Parámetros climáticos promedio de Tuti | Parámetros climáticos promedio de Tuti | Parámetros climáticos promedio de Tuti | Parámetros climáticos promedio de Tuti | Parámetros climáticos promedio de Tuti | Parámetros climáticos promedio de Tuti | Parámetros climáticos promedio de Tuti | Parámetros climáticos promedio de Tuti |
| Mes                                    | Ene.                                   | Feb.                                   | Mar.                                   | Abr.                                   | May.                                   | Jun.                                   | Jul.                                   | Ago.                                   | Sep.                                   | Oct.                                   | Nov.                                   | Dic.                                   | Anual                                  |
| -------------------------------------- | -------------------------------------- | -------------------------------------- | -------------------------------------- | -------------------------------------- | -------------------------------------- | -------------------------------------- | -------------------------------------- | -------------------------------------- | -------------------------------------- | -------------------------------------- | -------------------------------------- | -------------------------------------- | -------------------------------------- |
| Temp. media (°C)                       | 9.5                                    | 9.9                                    | 9.4                                    | 8.5                                    | 6.7                                    | 6.1                                    | 4.6                                    | 4.9                                    | 7                                      | 8.3                                    | 8.8                                    | 9.6                                    | 7.8                                    |
| Fuente: climate-data.org               |                                        |                                        |                                        |                                        |                                        |                                        |                                        |                                        |                                        |                                        |                                        |                                        |                                        |